# می‌نامی‌کیوشو، کاگوشیما
مینامی‌کیوشو (به ژاپنی: 南九州市) شهری است در استان کاگوشیما در کشور ژاپن. این شهر دارای جمعیت  ۴۰٬۹۶۵  نفر و مساحت ۳۵۷٫۸۵ کیلومتر مربع با تراکم جمعیت  ۱۱۴ نفر در هر کیلومترمربع است و در تاریخ ۱ دسامبر ۲۰۰۷ به عنوان شهر شناخته شد.